# Hugues de Montaigu
Hugues de Montaigu, né à la fin du XIe siècle et mort le 10 août 1136, est le 52e évêque d'Auxerre de 1115 à 1136.

## Biographie
Hugues est le fils de Dalmace, seigneur de Montaigu et lui-même fils de Dalmace Ier, seigneur de Semur, connu aussi sous le nom de Dalmace de Semur, dit le Jeune. La mère de Hugues appartient aussi à la famille des seigneurs de Semur.

### Abbé de Saint-Germain d'Auxerre
En pleine époque de la réforme grégorienne, l'évêque d'Auxerre Humbaud ayant demandé à son oncle Hugues, abbé de Cluny, de lui procurer un réformateur pour l'abbaye Saint-Germain d'Auxerre, Hugues de Montaigu est envoyé pour y prendre la charge d'abbé afin d'y rétablir la discipline et l'usage de la règle de l'Ordre. 
En 1104, il approuve une charte signée par le duc Hugues II de Bourgogne au bénéfice du prieuré Saint-Marcel de Fleurey-sur-Ouche,.

### Élection à l'épiscopat
Humbaud décède en 1114 alors que Hugues est abbé de Saint-Germain. 
Ulger, prévôt de la cathédrale et neveu de Humbaud, s'oppose à l'élection de Hugues. Il est suivi par quelques chanoines, mais surtout par le roi Louis le Gros qui refuse de donner les revenus de la régale dus à l'évêché. Hugues doit aller à Rome demander un arbitrage au pape, en compagnie de ses détracteurs ; Pascal II l'y confirme dans sa nouvelle fonction en 1115, le 5 mars,. Peu après son retour à Auxerre, Hugues voyage de nouveau pour rencontrer le roi, qui accepte sa nomination avec grâce.

### Épiscopat
En 1023, un incendie a dévasté une grande partie d'Auxerre, y compris la maison épiscopale bâtie sur ordre de Gaudry (év. 918-933). Depuis, les évêques successifs (Hugues de Chalon, Héribert II, Geoffroy de Champallement, Robert de Nevers et Humbaud) ont utilisé une maison dont l'emplacement exact est inconnu mais que l'on peut situer à la suite de l'incident subi par Hugues de Montaigu : la flèche en bois édifiée par son prédécesseur sur la chapelle Saint-Alexandre, derrière la cathédrale, s'abat sur sa demeure lors d'une nuit de grand vent. Hugues décide de faire reconstruire la maison épiscopale en pierres (et non en moellons), plus grande qu'elle ne l'était auparavant.
Il fait rebâtir le palais des évêques sur l'emplacement du précédent ; cette construction dure de 1115 à 1136. C'est l'édifice actuel avec sa remarquable galerie romane s'ouvrant sur l'Yonne et la salle capitulaire tout aussi notable.
À la suite d'une longue dispute entre le prévôt de les chanoines, Hugues de Montaigu réunit la prévôté au chapitre ; ainsi c'est aux chanoines et non plus à l'évêque que revient le privilège de nommer le prévôt, et dès lors les revenus de la prévôté servent à nourrir les chanoines. Pour éviter que cette modification des statuts soit annulée par la suite, il la fait entériner par le pape Innocent II.
En novembre 1119, il reçoit le pape Calixte II, qui arrive avant le 14 du mois puisque ce jour-là il consacre le grand autel de Saint-Étienne ; et qui reste à Auxerre jusqu'après le 1er décembre. 

En 1131, le pape Innocent II visite également Auxerre ; il y fait la dédicace de la petite église Saint-Cosme et Saint-Damien, bâtie en rive droite de l'Yonne sur les vestiges de l'ancien monastère du même nom fondé par saint Germain vers l'an 429, devenu l'abbaye Saint-Marien à la fin du VIe siècle.
Vers 1134, Hugues transforme le prieuré de Crisenon en abbaye. Ce prieuré ayant été fondé sur des terres appartenant à l'abbaye de Molesme, Hugues donne à Molesme l'église Saint-Gervais d'Auxerre en compensation de leur cession de ces terres. À l'initiative de Grimaud prévôt de Bazernes, qui vient le trouver à Pontigny pour ceci, il accorde aux religieuses de Crisenon un tiers des dîmes de Fontenet (Fontenay). En 1135 il leur vend à bas prix les moulins de Crain. Lorsque les religieux de Fontenoy acquièrent de l'évêché les terres sur lesquelles ils vont implanter l'abbaye de Reigny, il leur en remet les droits féodaux.
En 1136, il donne aux chanoines de la cathédrale les dîmes d'Oisy et les églises de Bazernes, Saint-Bry, Montigny et Venouze ; il leur donne aussi l'église d'Oisy mais séparément des autres dons car il attache une condition à celle-ci : que les chanoines mangent tous ensemble dans le réfectoire chaque année pendant tout le Carême.

### Mort
À l'été 1136, Hugues est saisi de « chaleur anormalement élevée d'entrailles ». Son dernier jour venu, vers l'heure de none, il avertit les chanoines qui lui tenaient compagnie qu'il mourra après l'office de cette heure ; et ainsi meurt-il, juste après l'office de none, le 10 août.